# Sarinsk
Sarinsk (russisch Заринск) ist eine Stadt in der Region Altai im südlichen Westsibirien (Russland) mit 48.461 Einwohnern (Stand 14. Oktober 2010).

## Geografie
Die Stadt liegt westlich des Salairrückens, etwa 100 km nordöstlich der Regionshauptstadt Barnaul, am Fluss Tschumysch, einem rechten Nebenfluss des Ob.
Die Stadt Sarinsk ist der Region administrativ direkt unterstellt und zugleich Verwaltungszentrum des gleichnamigen Rajons.
Durch Sarinsk führt die Eisenbahnstrecke Barnaul – Nowokusnezk.

## Geschichte

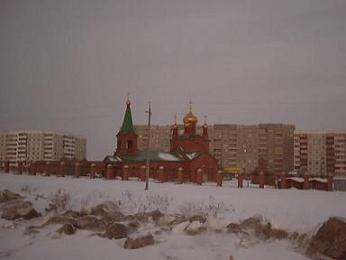
Kirche in Sarinsk

Der Ort entstand 1952 als Sarinskaja um die gleichnamige Eisenbahnstation bei Eröffnung der Strecke Barnaul – Nowokusnezk. 1958 wurde der Status einer Siedlung städtischen Typs verliehen. Zwischen 1972 und 1985 wurde südöstlich des Ortes eine große Kokerei errichtet, die 1981 die Produktion aufnahm. Mit dem Werk wuchs die Stadtbevölkerung, sodass die Siedlung 1979 mit dem seit 1748 existierenden Dorf Sorokino, etwa 6 km nordwestlich gelegen, vereinigt wurde und unter der heutigen Namen Stadtrecht erhielt.

### Bevölkerungsentwicklung
| Jahr | Einwohner |
| ---- | --------- |
| 1939 | 4.212     |
| 1959 | 9.635     |
| 1970 | 8.269     |
| 1979 | 18.327    |
| 1989 | 50.235    |
| 2002 | 50.368    |
| 2010 | 48.461    |

Anmerkung: Volkszählungsdaten (1939 Sorokino)

## Wirtschaft
Neben der stadtbildprägenden Kokerei, seit 1993 AG Altai-Koks, gibt es Betriebe der Bauwirtschaft. In der Kokerei arbeiten über 5000 Menschen; etwa zwei Drittel der Produktion werden exportiert.